# Division II i fotboll 1944/1945
Division II i fotboll 1944/1945 bestod av fyra serier med 10 lag i varje serie. Det var då Sveriges näst högsta division. Varje serievinnare gick till kvalspel för att eventuellt flyttas upp till Allsvenskan och de två sämsta degraderades till Division III. Det gavs 2 poäng för vinst, 1 poäng för oavgjort och 0 poäng för förlust.

## Serier

### Norra
| Nr | Lag                | S  | V  | O | F  | GM | IM | MS  | P  |
| -- | ------------------ | -- | -- | - | -- | -- | -- | --- | -- |
| 1  | Djurgårdens IF     | 18 | 13 | 1 | 4  | 51 | 20 | +31 | 27 |
| 2  | Surahammars IF (U) | 18 | 11 | 1 | 6  | 36 | 23 | +13 | 23 |
| 3  | Reymersholms IK    | 18 | 9  | 3 | 6  | 39 | 33 | +6  | 21 |
| 4  | IK Brage (N)       | 18 | 9  | 1 | 8  | 39 | 30 | +9  | 19 |
| 5  | Sandvikens IF (N)  | 18 | 7  | 3 | 8  | 31 | 32 | −1  | 17 |
| 6  | Sandvikens AIK     | 18 | 6  | 5 | 7  | 23 | 30 | −7  | 17 |
| 7  | Avesta AIK (U)     | 18 | 7  | 2 | 9  | 34 | 38 | −4  | 16 |
| 8  | Ljusne AIK         | 18 | 7  | 2 | 9  | 27 | 42 | −15 | 16 |
| 9  | Hallstahammars SK  | 18 | 5  | 4 | 9  | 19 | 28 | −9  | 14 |
| 10 | Gefle IF           | 18 | 3  | 4 | 11 | 28 | 51 | −23 | 10 |

Djurgårdens IF gick vidare till kvalspel till Allsvenskan och Hallstahammars SK och Gefle IF flyttades ner till division III. De ersattes av Ludvika FFI från Allsvenskan och från division III kom Långshyttans AIK och Västerås IK.

### Östra
| Nr | Lag                | S  | V  | O | F  | GM | IM | MS  | P  |
| -- | ------------------ | -- | -- | - | -- | -- | -- | --- | -- |
| 1  | Åtvidabergs FF     | 18 | 14 | 2 | 2  | 65 | 24 | +41 | 30 |
| 2  | Hammarby IF        | 18 | 13 | 2 | 3  | 63 | 25 | +38 | 28 |
| 3  | IFK Västerås       | 18 | 9  | 3 | 6  | 46 | 33 | +13 | 21 |
| 4  | Sundbybergs IK (U) | 18 | 9  | 3 | 6  | 40 | 43 | −3  | 21 |
| 5  | IK Sleipner        | 18 | 7  | 6 | 5  | 33 | 24 | +9  | 20 |
| 6  | IFK Eskilstuna     | 18 | 6  | 5 | 7  | 36 | 38 | −2  | 17 |
| 7  | Karlskoga IF       | 18 | 5  | 5 | 8  | 28 | 40 | −12 | 15 |
| 8  | Örebro SK          | 18 | 4  | 6 | 8  | 28 | 43 | −15 | 14 |
| 9  | IF Verdandi        | 18 | 3  | 4 | 11 | 21 | 52 | −31 | 10 |
| 10 | Nyköpings AIK      | 18 | 1  | 2 | 15 | 15 | 53 | −38 | 4  |

Åtvidabergs FF gick vidare till kvalspel till Allsvenskan och IF Verdandi och Nyköpings AIK flyttades ner till division III. De ersattes av Hagalunds IS och BK Derby från division III.

### Västra
| Nr | Lag               | S  | V  | O | F  | GM | IM | MS  | P  |
| -- | ----------------- | -- | -- | - | -- | -- | -- | --- | -- |
| 1  | Tidaholms GIF     | 18 | 14 | 2 | 2  | 62 | 25 | +37 | 30 |
| 2  | Örgryte IS        | 18 | 13 | 2 | 3  | 49 | 29 | +20 | 28 |
| 3  | Karlstads BIK (U) | 18 | 9  | 5 | 4  | 33 | 21 | +12 | 23 |
| 4  | IFK Tidaholm (U)  | 18 | 8  | 3 | 7  | 36 | 33 | +3  | 19 |
| 5  | Lundby IF         | 18 | 7  | 4 | 7  | 42 | 29 | +13 | 18 |
| 6  | Gårda BK          | 18 | 7  | 4 | 7  | 43 | 44 | −1  | 18 |
| 7  | Billingsfors IK   | 18 | 6  | 5 | 7  | 31 | 37 | −6  | 17 |
| 8  | IFK Uddevalla     | 18 | 4  | 4 | 10 | 29 | 39 | −10 | 12 |
| 9  | IFK Trollhättan   | 18 | 4  | 2 | 12 | 28 | 49 | −21 | 10 |
| 10 | Skogens IF        | 18 | 2  | 1 | 15 | 15 | 62 | −47 | 5  |

Tidaholms GIF gick vidare till kvalspel till Allsvenskan och IFK Trollhättan och Skogens IF flyttades ner till division III. De ersattes av Deje IK och Göteborgs FF från division III.

### Södra
| Nr | Lag                 | S  | V  | O | F  | GM | IM | MS  | P  |
| -- | ------------------- | -- | -- | - | -- | -- | -- | --- | -- |
| 1  | Jönköpings Södra IF | 18 | 18 | 0 | 0  | 92 | 25 | +67 | 36 |
| 2  | Limhamns IF         | 18 | 10 | 3 | 5  | 39 | 39 | 0   | 23 |
| 3  | Kalmar FF           | 18 | 9  | 2 | 7  | 31 | 31 | 0   | 20 |
| 4  | Nybro IF            | 18 | 9  | 1 | 8  | 49 | 46 | +3  | 19 |
| 5  | IFK Malmö           | 18 | 8  | 1 | 9  | 47 | 47 | 0   | 17 |
| 6  | Blomstermåla IK (U) | 18 | 7  | 3 | 8  | 23 | 44 | −21 | 17 |
| 7  | Husqvarna IF (U)    | 18 | 5  | 5 | 8  | 42 | 48 | −6  | 15 |
| 8  | Alets IK (U)        | 18 | 5  | 3 | 10 | 24 | 38 | −14 | 13 |
| 9  | Bromölla IF         | 18 | 4  | 4 | 10 | 39 | 51 | −12 | 12 |
| 10 | Höganäs BK          | 18 | 3  | 2 | 13 | 32 | 49 | −17 | 8  |

| Hemma \ Borta    | AIK | BLO  | BIF | HIF | HBK | IFK | JS  | KFF | LIF | NIF |
| Alets IK         | —   | –    | –   | –   | –   | –   | 3–7 | –   | –   | –   |
| Blomstermåla IF  | –   | —    | –   | –   | –   | –   | 1–4 | –   | –   | –   |
| Bromölla IF      | –   | –    | —   | –   | –   | –   | 1–3 | –   | –   | –   |
| Husqvarna IF     | –   | –    | –   | —   | –   | –   | 2–4 | –   | –   | –   |
| Höganäs BK       | –   | –    | –   | –   | —   | –   | 1–6 | –   | –   | –   |
| IFK Malmö        | –   | –    | –   | –   | –   | —   | 2–4 | –   | –   | –   |
| Jönköpings Södra | 3–0 | 10–0 | 5–0 | 4–1 | 4–3 | 9–2 | —   | 2–0 | 8–2 | 8–2 |
| Kalmar FF        | –   | –    | –   | –   | –   | –   | 1–2 | —   | –   | –   |
| Limhamns IF      | –   | –    | –   | –   | –   | –   | 1–4 | –   | —   | –   |
| Nybro IF         | –   | –    | –   | –   | –   | –   | 3–5 | –   | –   | —   |

Jönköpings Södra IF gick vidare till kvalspel till Allsvenskan och Bromölla IF och Höganäs BK flyttades ner till division III. De ersattes av Landskrona BoIS från Allsvenskan och från division III kom Malmö BI och Kalmar AIK.

## Kvalspel till Allsvenskan
| Lag 1            | Totalt        | Lag 2          | Möte 1 | Möte 2 |
| Djurgårdens IF   | 3–0           | Åtvidabergs FF | 1–0    | 2–0    |
| Jönköpings Södra | 3–3 (PO: 4–0) | Tidaholms GIF  | 1–1    | 2–2    |

Djurgårdens IF och Jönköpings Södra till Allsvenskan 1945/46. Åtvidabergs FF och Tidaholms GIF fick fortsätta spela i division II.